# Засыпай, мой малыш
«Засыпай, мой малыш» (англ. Rock-A-Bye Baby) — кинофильм режиссёра Фрэнка Ташлина, вышедший на экраны в 1958 году. Вольный ремейк ленты Престона Стёрджеса «Чудо в Морганс-Крик». Песни для фильма написаны Гарри Уорреном (музыка) и Сэмми Каном (слова).

## Сюжет
Голливудская кинозвезда Карла Нэплз беременна от своего ныне покойного мужа-мексиканца. Понимая, что это может стать концом её карьеры, агент предлагает скрыть беременность и на время отдать ребёнка под попечение надёжного человека, а затем разыграть усыновление. Но где взять такого человека? На ум приходит только Клейтон Пул — нелепый ремонтник из родного городка Карлы, с детства бывший от неё без ума и отвергающий ухаживания её сестры Сандры. Клейтон в восторге от возможности помочь Карле, однако задача оказывается многократно сложнее, когда та производит на свет не одного ребёнка, а сразу тройню...

## В ролях
- Джерри Льюис — Клейтон Пул
- Мэрилин Максвелл — Карла Нэплз
- Конни Стивенс — Сандра Нэплз, сестра Карлы
- Сальваторе Баккалони — Папа Нэплз, отец Карлы и Сандры
- Реджинальд Гардинер — Гарольд Херман
- Ханс Конрид — мистер Райт
- Изобел Элсом — миссис ван Клив
- Джеймс Глисон — док Симпкинс
- Ида Мур — мисс Бесси Полк
- Гэри Льюис — юный Клейтон
- Хоуп Эмерсон — миссис Роджерс
- Алекс Джерри — судья Дженкинс
- Мэри Трин — медсестра
- Джуди Франклин — юная Карла